# Дје сир Мез
Дје сир Мез (фр. Dieue-sur-Meuse) насеље је и општина у североисточној Француској у региону Лорена, у департману Меза која припада префектури Верден.
По подацима из 2011. године у општини је живело 1382 становника, а густина насељености је износила 87,58 становника/km². Општина се простире на површини од 15,78 km². Налази се на средњој надморској висини од 178 метара (максималној 361 m, а минималној 199 m).

## Демографија
| 1962. | 1968. | 1975. | 1982. | 1990. | 1999. | 2011. |
| ----- | ----- | ----- | ----- | ----- | ----- | ----- |
| 1.058 | 1.140 | 1.333 | 1.474 | 1.471 | 1.415 | 1.382 |

График промене броја становника у току последњих година